# Cratere Nune
Nune  è un cratere sulla superficie di Marte.